# Ла Енсина (Тепекси де Родригез)
Ла Енсина (шп. La Encina) насеље је у Мексику у савезној држави Пуебла у општини Тепекси де Родригез. Насеље се налази на надморској висини од 1660 м.

## Становништво
Према подацима из 2005. године у насељу су живела 3 становника.

### Хронологија
| Година       | 2000       | 2005 |
| ------------ | ---------- | ---- |
| Становништво | 12 (5 / 7) | 3    |

### Попис
| # | Индикатор                        | Вредност |
| - | -------------------------------- | -------- |
| 1 | Укупно појединачних домаћинстава | 1        |